# Аллен (округ, Канзас)
А́ллен (англ. Allen County; стандартное обозначение AL) — округ в штате Канзас, США. Официально образован 25 августа 1855 года, получил своё название в честь американского конгрессмена Уильяма Аллена. По состоянию на 2012 год, численность населения составляла 13 319 человека.

## География
По данным Бюро переписи США, общая площадь округа равняется 1308,418 км2, из которых 1302,797 км2 суша и 5,646 км2 или 0,430 % это водоёмы.

## Население
По данным переписи населения 2000 года в округе проживает 14 385 жителей в составе 5 775 домашних хозяйств и 3 892 семей. Плотность населения составляет 11,00 человек на км2. На территории округа насчитывается 6 449 жилых строений, при плотности застройки около 5-ти строений на км2. Расовый состав населения: белые — 94,80 %, афроамериканцы — 1,63 %, коренные американцы (индейцы) — 0,78 %, азиаты — 0,26 %, гавайцы — 0,00 %, представители других рас — 0,86 %, представители двух или более рас — 1,68 %. Испаноязычные составляли 0,00 % населения независимо от расы.
В составе 29,80 % из общего числа домашних хозяйств проживают дети в возрасте до 18 лет, 54,60 % домашних хозяйств представляют собой супружеские пары проживающие вместе, 8,90 % домашних хозяйств представляют собой одиноких женщин без супруга, 32,60 % домашних хозяйств не имеют отношения к семьям, 28,50 % домашних хозяйств состоят из одного человека, 14,40 % домашних хозяйств состоят из престарелых (65 лет и старше), проживающих в одиночестве. Средний размер домашнего хозяйства составляет 2,43 человека, и средний размер семьи 2,98 человека.
Возрастной состав округа: 25,20 % моложе 18 лет, 9,80 % от 18 до 24, 24,10 % от 25 до 44, 22,90 % от 45 до 64 и 22,90 % от 65 и старше. Средний возраст жителя округа 39 лет. На каждые 100 женщин приходится 95,60 мужчин. На каждые 100 женщин старше 18 лет приходится 90,70 мужчин.
Средний доход на домохозяйство в округе составлял 31 481 USD, на семью — 39 117 USD. Среднестатистический заработок мужчины был 27 305 USD против 19 221 USD для женщины. Доход на душу населения составлял 15 640 USD. Около 11,30 % семей и 14,90 % общего населения находились ниже черты бедности, в том числе — 20,20 % молодёжи (тех, кому ещё не исполнилось 18 лет) и 12,70 % тех, кому было уже больше 65 лет.